# Forcipella madagascariensis
Forcipella madagascariensis är en akantusväxtart som beskrevs av Henri Ernest Baillon. Forcipella madagascariensis ingår i släktet Forcipella och familjen akantusväxter. Inga underarter finns listade i Catalogue of Life.